# Hästspårvägen i Limhamn

Hästspårvägen i Limhamn var en kort privat hästspårväg i Limhamn, som anlades 1900.
Hästspårvägen i Limhamn var en av tre säsongmässigt drivna privata hästspårvägar, som anlades i Sverige omkring sekelskiftet 1800/1900. Den första var Hästspårvägen Ramlösa Brunn–Ramlösa Bad, som anlades av Ramlösa brunnsbolag och som drevs 1877–1890 för gästerna på Ramlösa hälsobrunn. Den andra var en bana i Limhamn för badgäster som gick mellan Limhamns station och stranden 1900–1914. Den tredje, Hästspårvägen i Ljunghusen, var en affär för sommarstuguägare på Falsterbonäset för egen räkning.  
Limhamn blev 1886 municipalsamhälle och 1905 köping. Malmö-Limhamns järnväg och privatpersoner bildade 1900 AB Stranden, för att driva ett nytt kallbadhus i Limhamn och för att driva en spårväg för transport av passagerare från Limhamns järnvägsstation vid Öresundsgatan via Strandgatan förbi badhuset och vidare längs Strandgatan. Spårvägen öppnade den 1 juli 1900 och drevs sedan varje sommarsäsong år till och med 1914.
Spårvägen hade två personvagnar, som var tillverkade av Ludvig Rössels Mekaniska Verkstad i Arlöv 1900.